# مارك بيري (لاعب كرة قدم)
مارك بيري (بالإنجليزية: Mark Perry)‏ (19 أكتوبر 1978 في المملكة المتحدة - ) هو لاعب كرة قدم بريطاني في مركز الوسط. لعب مع كوينز بارك رينجرز.

## وصلات خارجية
- مارك بيري على موقع قاعدة بيانات كرة القدم.إي يو (الإنجليزية)